# Abborrskär, Nagu
Abborrskär är en ö nära Ängsö i Nagu,  Finland. Den ligger i Skärgårdshavet i Pargas stad i den ekonomiska regionen  Åboland i landskapet Egentliga Finland, i den sydvästra delen av landet. Ön ligger omkring 5 kilometer öster om Ängsö, 12 kilometer sydväst om Nagu kyrka, 45 kilometer sydväst om Åbo och omkring 170 kilometer väster om Helsingfors. Närmaste allmänna förbindelse är förbindelsebryggan vid Hummelholm som trafikeras av M/S Cheri.
Öns area är 2,2 hektar och dess största längd är 260 meter i öst-västlig riktning.
Abborrskär är ett av drygt hundra skärgårdsnamn i Finland som innehåller ordet "abborr".  Dessa namn förekommer huvudsakligen i kustbyar och i innerskärgården där fiskeplatserna har varit relativt få och antas därför vara betingade av fisket. 